# Veronica Oluoch
Veronica Adhiambo Oluoch, född 5 juni 1999, är en kenyansk volleybollspelare (vänsterspiker). Hon spelar för Kenyas landslag
Hon har spelat för klubbar i Kenya, Turkiet och Grekland. Med landslaget har hon kommit tvåa i afrikanska mästerskapen (2021) och deltagit i VM 2022.